# مملكة ثانجافور المراثية
كانت مملكة ثانجافور ماراثا، التي حكمتها سلالة بونسل، إحدى إمارة تاميل نادو بين القرنين السابع عشر والتاسع عشر. كانت لغتهم الأم هي ثانجافور ماراثي. وكان فيانكوجي بهوسال مؤسس هذه السلالة.

## غزو المراثا لثانجافور
بعد زوال حكم تشولا في القرن الثالث عشر (حوالي عام 1279 تحديدًا)، خضعت منطقة ثانجافور لحكم الباندا، ثم غرقت في الفوضى إثر غزو مالك كافور.
أعادت بانديا نادو تأكيد استقلالها بسرعة، وضمت ثانجافور إلى سلطتها. لكن سرعان ما غزتها إمبراطورية فيجاياناجارا. عيّن الإمبراطور أقرباءه الموثوق بهم، المنتمين إلى طبقة باليجا الناطقة بالتيلوغو، حاكمين (ناياكاس) على مادوراي وتانجافور. أدى شجار عائلي داخلي بين تشوكاناثا ناياك من سلالة مادوراي ناياك وعمه فيجاياراجافا ناياكا من تانجافور إلى حرب انتهت بهزيمة ثانجافور. استمر حكم ثانجافور ناياك حتى عام 1673، عندما غزا تشوكاناتا ناياك، حاكم مادوراي، ثانجافور وقتل حاكمها، فيجاياراجافا.